# Amy Hunter
Amy Hunter (Boston, 6 de maig de 1966) és una actriu i model dels Estats Units. Actua a diverses sèries de televisió i presenta programes.